# 935
935 (CMXXXV) fue un año común comenzado en jueves del calendario juliano, en vigor en aquella fecha.

## Acontecimientos
- Incursión musulmana en Génova. Los guerreros andaluces ocupan y saquean la ciudad.

## Nacimientos
- Armoður Þorgrímsson, vikingo.
- Sancho I, rey de León.
- Miecislao I, príncipe de Polonia.
- Guillermo IV de Aquitania, duque de Aquitania.
- Ferdousí, poeta persa.

## Fallecimientos
- Ebles Manzer, noble francés.
- Ålov (Årbot) Haraldsdotter, princesa de Noruega (fecha aproximada).
- Thyra Danebod, reina consorte de Dinamarca.
- Juan XI, papa (fecha aproximada).[1]